# فنلاند
فَنلَاند (بالإِنجِلِيزِيّة: Fenland) هِي مِنطقة في مُحافظة كَامبرِج شَرق إنجِلترا. بمِساحة تُقَدَّر بحَوالَي 547 كم².

## المُدن التوأم لفَنلَاند
تربط فَنلَاند عَلاقة توأمة مُدنٌ مَع المُدن التّالِية :
- أستراليا: مدينة صن شاين كوست.
- ألمانيا: مدينة نتيتال.

## صُوّر

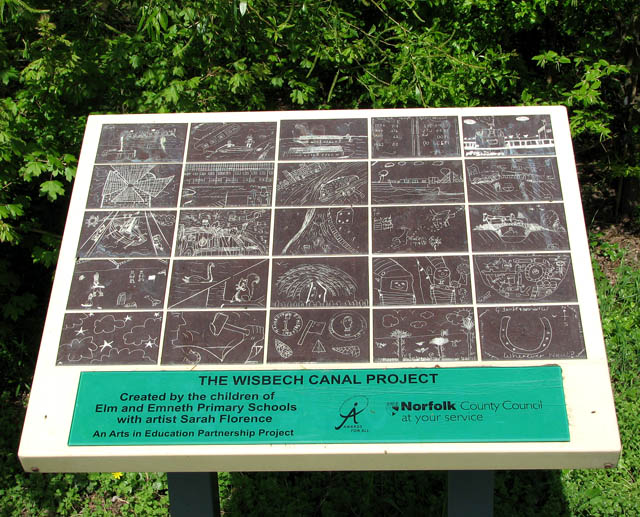
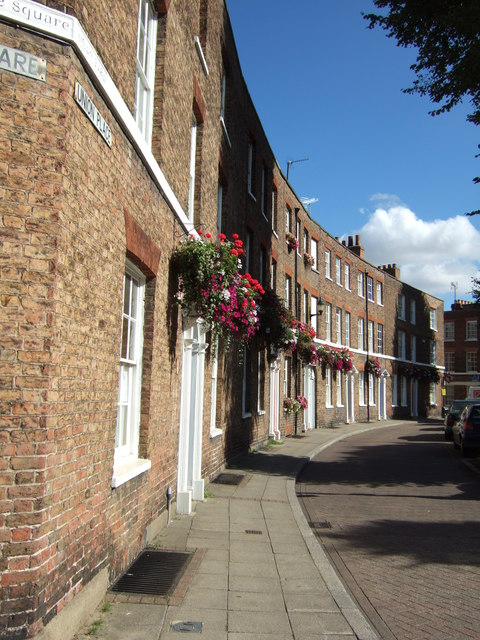
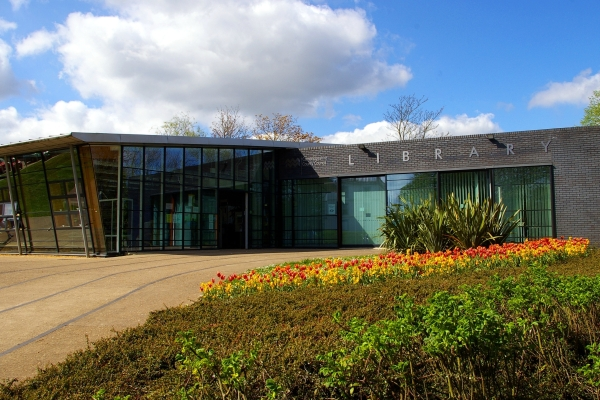
مَكتبة مَارش العامَّة.
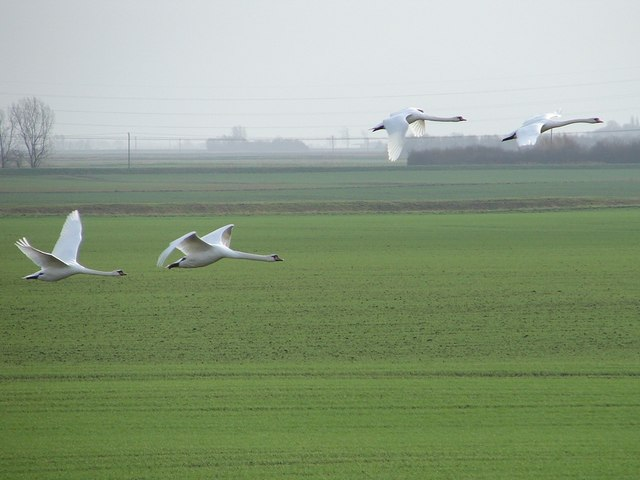

## وُصلات خارجيّة
- الصّفحة الرّسميّة لمِنطقة فَنلَاند (باللُّغَة بالإِنجِلِيزِيّة).

## مَراجع
1. ↑   http://data.ordnancesurvey.co.uk/doc/7000000000001357. {{استشهاد ويب}}: |url= بحاجة لعنوان (مساعدة) والوسيط |title= غير موجود أو فارغ (من ويكي بيانات) (مساعدة)
2. ↑   https://ons.maps.arcgis.com/home/item.html?id=a79de233ad254a6d9f76298e666abb2b. {{استشهاد ويب}}: |url= بحاجة لعنوان (مساعدة) والوسيط |title= غير موجود أو فارغ (من ويكي بيانات) (مساعدة)
3. ↑   http://www.ons.gov.uk/peoplepopulationandcommunity/populationandmigration/populationestimates/datasets/populationestimatesforukenglandandwalesscotlandandnorthernireland. {{استشهاد ويب}}: |url= بحاجة لعنوان (مساعدة) والوسيط |title= غير موجود أو فارغ (من ويكي بيانات) (مساعدة)